# Pura Pérez Benavent
Pura Pérez Benavent (València, 26 de juny de 1919 - ?, 12 d'octubre de 1995) fou una militant anarquista valenciana.
Pura Pérez va nàixer a València i aviat va passar a residir a Barcelona, on va pertànyer a la Confederació Nacional del Treball (CNT) i a l'organització Dones Lliures (1936). A mitjan 1937 va decidir marxar de Barcelona cap a València –on residia el govern republicà–, per ocupar-se de la secretària local de Dones Lliures (Mujeres Libres). Pura formarà part del Subcomitè Nacional del moviment anarquista, concretament en el seu Secretariat de Propaganda. Va fer també de professora a l'escola de Tavernes de Valldinga.
El 28 de novembre de 1938 la trobem fent un míting en honor de l'anarcosindicalista Buenaventura Durruti a Xàtiva, amb els seus companys Cano Carrillo i un antic membre del grup de Durruti, Los Solidarios, de nom Jover. Per aquestes dates també la veiem fent una conferència a València amb el títol "La Dona i la Cultura". En el ple barceloní de Dones Lliures, Pura serà la representant de la secció de Propaganda d'aquesta organització. Tota aquesta propaganda activa a la regió valenciana farà que sigui una dona molt popular i coneguda, circumstància que li serà adversa a partir de la derrota de 1939 en què no podrà arribar fins a la frontera de França i haurà de pasar a la clandestinitat. Per aquest motiu, estarà dos anys sense sortir de casa. Tanmateix, aprofitarà per estudiar batxillerat i actuar a la clandestinitat, ara ja des del barri del Clot, a Barcelona. El 1959 va marxar als Estats Units, on va treballar d'infermera i va continuar desenvolupant activitats anarquistes.